# گرینتاون چاینا
گرینتاون چاینا (انگلیسی: Greentown China) شرکت املاک چینی است، که در سال ۱۹۹۵ تأسیس شد.